# 後生掛温泉
後生掛温泉（ごしょうがけおんせん）は、秋田県鹿角市（旧国陸奥国、明治以降は陸中国）にある温泉。
岩手県と秋田県県境の八幡平（火山）山頂から少し西側に位置し、八幡平アスピーテライン沿いにあり、山の中にしては比較的交通の便がよい。

## 泉質
- 酸性硫黄泉
  - 源泉温度約85度

「馬で来て足駄で帰る後生掛」と謳われたように、昔から効能の高い湯として知られている。

### 効能
神経痛・リウマチ・糖尿病・慢性婦人病の効能がある。また「後生掛鉱泥纏絡（てんらく）療法」として泥を使った治療が行われ、硫黄分を含んだ鉱泥を袋に入れて患部を湿布し、慢性的な炎症部の痛みを和らげ血脈の流れを良くする方法が取られている。

## 温泉街

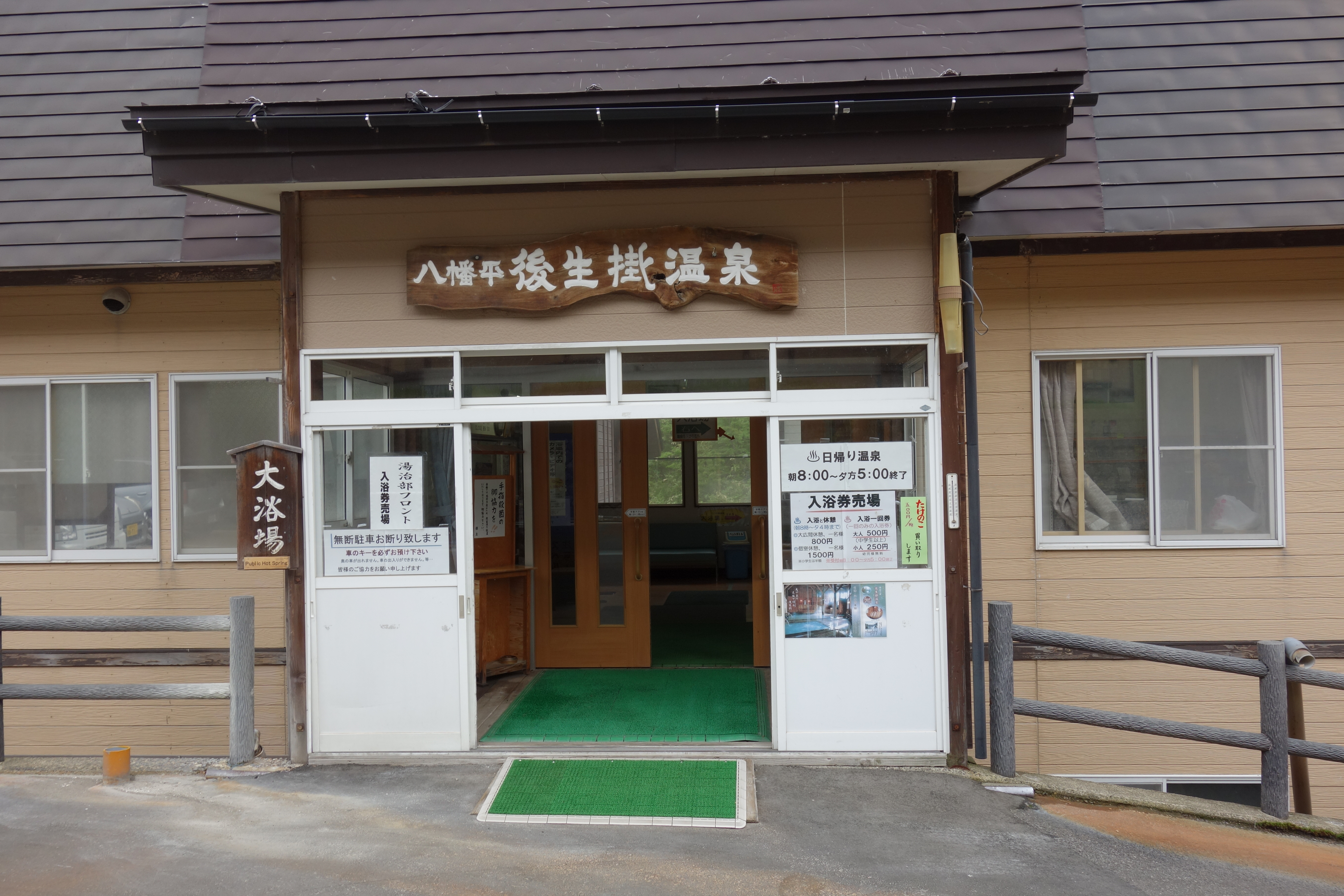
湯治棟玄関

後生掛温泉は昔からの湯治宿で、一温泉一軒宿だが、外見上は、「本館」「新館」「湯治棟」に分かれている。湯治宿の面影を色濃く残す湯治棟は自炊が基本。宿舎の床下に蒸気を通して暖める「オンドル構造」になっていて、自室で寝ているだけでも湯治効果があるという。
大浴場はかつてはすべて混浴であったが、今は男女別となっている。木製の箱の中に頭部だけ出して入り、蒸気で温まる「箱蒸し風呂」は、昔、「原始トルコ風呂」と呼ばれていたころから後生掛温泉の名物となっている。ほかに「露天風呂」「泥風呂」「火山風呂（気泡浴）」「打たせ湯（滝風呂）」などもある。日帰り入浴も可能。
源泉は4種類。宿の裏側には泥を吹き上げる墳気口や泥火山などを観察できる「後生掛園地」がある。宿は秋田焼山の登山口の近くにある。
高温の源泉を利用して作られる温泉卵が名物。硫黄分が多いため、卵の殻が黒く変色しているのが特徴である。

## 歴史
後生掛温泉は御所懸、御所之湯とも呼ばれ、蒸ノ湯温泉などと同じ頃に硫黄鉱山として開発されたと言われている。古くから湯治場として開発されたと思われるが、由来はわからない。

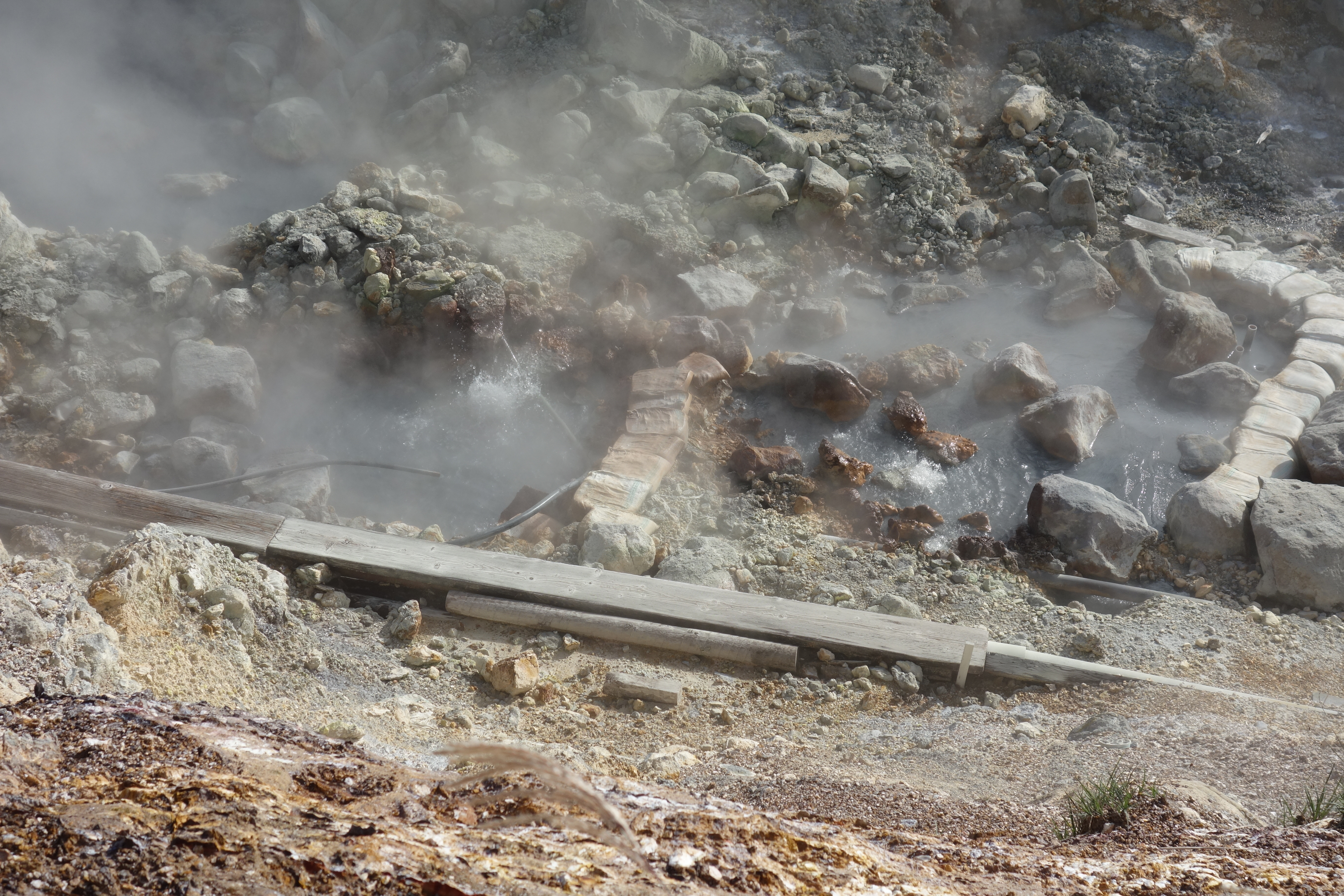
オナメ、モトメの噴出口

後生掛の地名の由来には以下のような伝承がある。
約300年前に、三陸地方出身の九兵衛というものがこの地に住んでいた。九兵衛が重病で苦しんでいた際、恐山巡礼の途中の女性の看病を受け、回復後その女性とともに暮らした。3年後、三陸から九兵衛の妻が当地にやってきた際に、巡礼の女性は源泉地の谷に身を投げた。それを知った九兵衛の妻もまた、「後生」を「掛」けて源泉の谷に身を投げた。以降この地を後生掛と呼ぶようになり、また源泉をオナメ（妾）の湯、モトメ（本妻）の湯と呼ぶようになった。
江戸時代の中頃、雫石方面から仙岩峠を越えて、生保内方面に荷物を運ぶ喜平という牛方がいた。あるとき喜平は、たくさんの荷物を積んだ牛を五頭も追って仙岩峠を越えた。もう少しで生保内に着く所で、突然五、六人の追いはぎに襲われた。追いはぎは喜平を半殺しにして、牛をみな殺して逃げていった。喜平は情け深い旅人に介抱されて、息を吹き返した。喜平は体の回復にはよく効くと人から聞いた後生掛の湯に来て養生することになり、粗末な笹小屋を建てて体を癒していた。ある日、両親を失った一人の巡礼の娘が親の供養で恐山や仏ヶ浦を回った後で、八幡平を目指してここを通った。娘は喜平の痛ましい様子を捨て置くことができず、薬を作ったり身の回りの世話をしたり心を込めて看病をして介抱を続けた。おかげで、喜平は元通りに元気な姿になった。その後、二人は夫婦になり喜平は夏には牛方をし、冬にはマタギをしながら二人で幸福に暮らした。ところが喜平には雫石に妻がいた。妻は喜平の安否を確かめるために、人づてに夫が住んでいるという後生掛に尋ねてきた。ところが、そこには喜平と仲むつまじく暮らしている娘の姿があった。妻はいまさら昔には返らないし、死んでこの世の煩悩を断とうと、地獄谷の大噴湯をめがけて飛び込み自殺してしまった。娘も人の夫を奪った罪の深さに怯え、悔悟の思いに耐えかねて後を追うように身を投げ込んでしまった。そのとき、大音響とともに、２つの噴泉が新たに出現し、お互いに相競うように不気味な音を立ててたぎる熱湯を噴出した。喜平はその後、罪の深さと前世の悪縁を払うように、ひたすら２人の後生を祈りながら生きることになった。大きな石に二人の戒名を刻み、その前に跪き祈りを捧げている喜平の姿を見た人たちは、２つの大噴湯をオナメ、モトメと名付け、後生をかけて祈った喜平の心境を偲んで後生掛というようになった。
1881年（明治14年）谷内村の阿部仁八によって開湯した。阿部仁八はキリスト教のカトリックを信仰していた。
1949年ザビエル来日400年を記念して、後生掛自然研究路の十字架岩に十字架が建てられた。現在でも阿部仁八の意思に沿って、カトリック信者により8月後半か9月前半にミサが行われている。
1959年（昭和34年）9月3日、後生掛温泉を含む八幡平温泉郷を国民保養温泉地に指定。

## 後生掛自然研究路

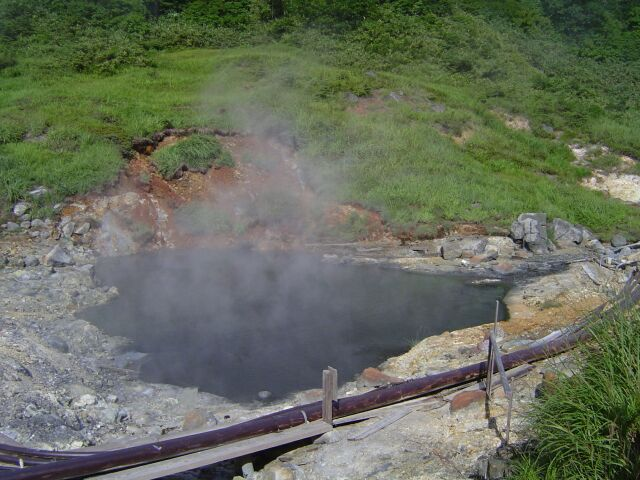
自然遊歩道内の紺屋地獄

後生掛温泉の背後に広がる後生掛園地を巡る自然観察路。
後生掛の語源となった「オナメ・モトメ」の温泉の噴出口の他、94℃の泥湯の紺屋地獄、噴気孔やマッドポット(泥壷)が沢山ある小坊主地獄、泥湯の集合体である大湯沼、透明なPH1.8の強酸性の湯が噴出する中坊主地獄、大泥火山などがある。1周約30分のコースで、珍しい火山現象を観察できる。熱湯や有毒な硫化水素ガスが噴出し、陥没の危険もあり歩道以外の移動は禁止されている。
この地は分水嶺になっておりシャクナゲ茶屋と十字架岩を結ぶ小さな尾根が分水嶺である。北は米代川水系に、南は雄物川水系となっており、江戸時代にはこの地点が久保田藩と盛岡藩の藩境となっていた。

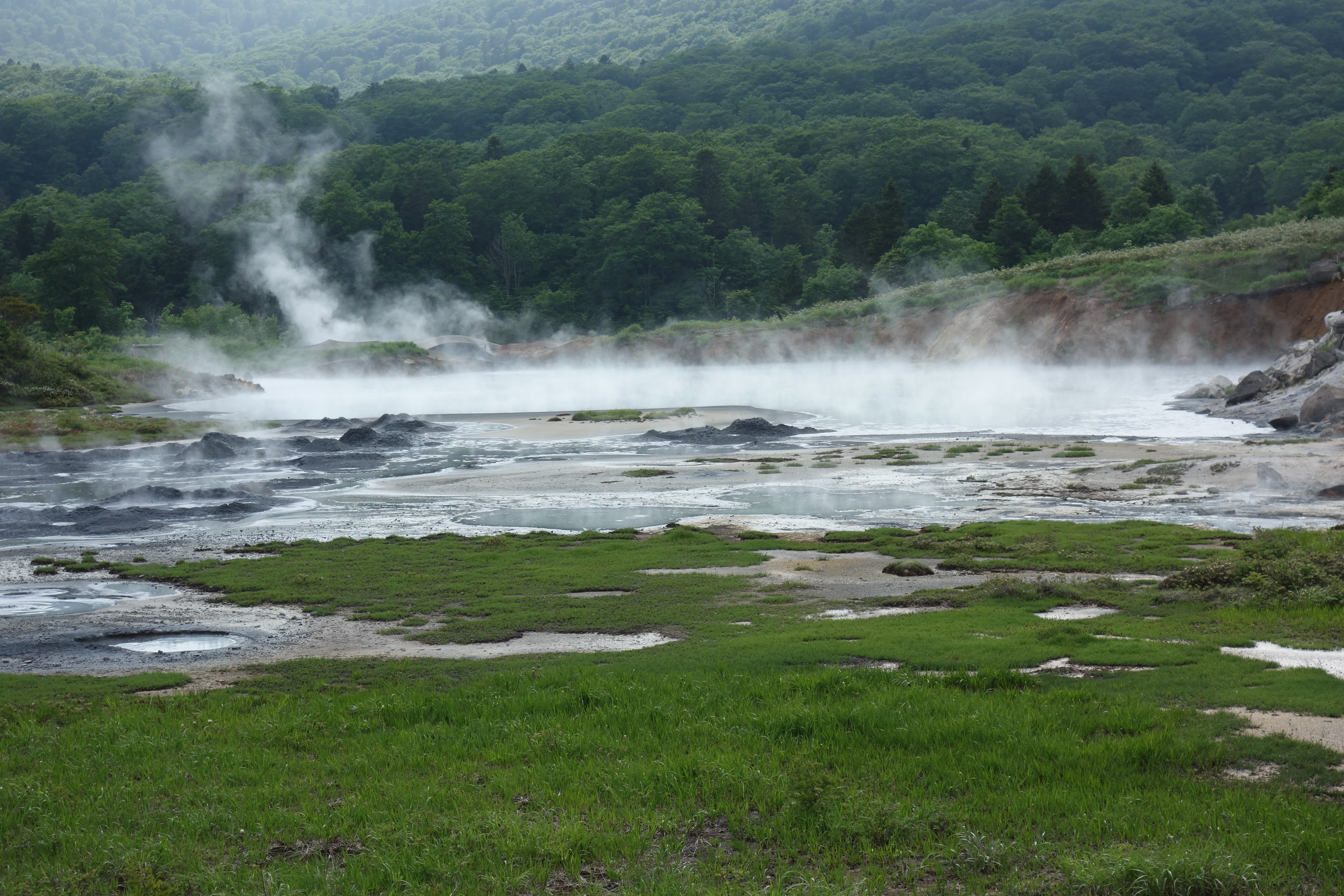
自然観察路 大湯沼

大湯沼は100m×150mの楕円形の泥沼で、面積は約1haで、温度は83℃である。活動が弱くなった沼中央部には中州となり高山植物が生えている。1981年に活動が西側に移動して、沼を一周する自然観察路は破壊され、西側は立ち入り禁止となった。
大泥火山の規模は日本一で、高さは1～2mで、地下7～8mのものが8個連なっている。昔は沼であったが大正6年頃から成長を始め、噴気孔の周りに泥が円筒状に堆積して火山のような形をしている。普段はおとなしいが、数年ごとに噴出し小さな火山のようになっている。
周囲には硫化水素ガスに耐えられる植物が生育しており、イソツツジ、ガンコウラン、シラタマノキ、イオウハナゴケ、ヤマタヌキラン、キタゴヨウなどがある。

## アクセス

### 車
- 八幡平アスピーテライン沿いに位置する。遠方からの場合、東側からであれば東北自動車道松尾八幡平ICもしくは国道282号、西側からであれば国道341号経由でアスピーテラインに入る。ただし冬期は東（八幡平）側および国道341号の田沢湖方面からのアクセスは不可。

### 鉄道
- 近くに鉄道路線はないため、花輪線鹿角花輪駅か八幡平駅、または秋田新幹線（田沢湖線）田沢湖駅にてバスに乗り継ぐ（下記参照）。

### バス
以下は2018年4月 - 11月の情報。後生掛温泉バス停までは毎日運行されていないため注意が必要。
- 花輪営業所 - 鹿角花輪駅前 - 八幡平駅前 - アスピーテライン入口（下車地） - 玉川温泉 - 田沢湖畔 - 田沢湖駅
  - 全便秋北バスによる運行。花輪営業所発着1日2往復。
  - 所要時間（いずれもアスピーテライン入口まで）：鹿角花輪駅から約50分、八幡平駅から約30分。田沢湖駅から約1時間40分、田沢湖畔から約1時間30分。
    - 宿泊者のみ、アスピーテライン入口バス停への無料送迎あり（要予約）

- 田沢湖駅 - 田沢湖畔 - 玉川温泉 - アスピーテライン入口 - 後生掛温泉
  - 羽後交通2往復、全便八幡平頂上バス停発着。但し土日祝、および4月21日-5月6日、8月11日-8月16日、9月15日-10月21日のみ運行。
  - 所要時間：田沢湖駅から約1時間50分、田沢湖畔から約1時間40分、玉川温泉から約30分。

- 後生掛温泉 - 八幡平頂上バス停行き
- 後生掛温泉 - 十和田湖行き
  - 十和田タクシーによる運行、4月28日-10月21日の間土日祝のみ運行。但し乗車前日17時までの完全予約制のため、予約がなければ運行なし。

- 上記の他、盛岡駅から八幡平頂上行きのバス（直行1往復、乗継2往復）に乗車、八幡平頂上で上記両路線に乗り継ぐ方法もあるが、盛岡駅 - 八幡平頂上で2時間20分程度掛かるうえ、八幡平頂上での乗り継ぎもよいとは言えない。

### 乗合タクシー
- 愛のりくん 八幡平・玉川温泉号（予約制）[4] ※国道341号線冬季閉鎖中は花輪地区までの運行。
  - 大館能代空港から1時間50分

## 周辺
- 八幡平温泉郷
  - 玉川温泉
  - 蒸ノ湯温泉
  - 大深温泉
  - 大沼温泉
  - 藤七温泉